# Turgenia foeniculacea
Turgenia foeniculacea är en flockblommig växtart som beskrevs av Fenzel. Turgenia foeniculacea ingår i släktet stickkörvlar, och familjen flockblommiga växter. Inga underarter finns listade i Catalogue of Life.